# Bergerhoff-Methode
Die Bergerhoff-Methode, auch Bergerhoff-Verfahren genannt, ist ein Messverfahren zur Bestimmung des Staubniederschlags. Die dabei verwendeten Geräte werden Bergerhoff-Geräte oder Bergerhoff-Sammler genannt; in früheren Veröffentlichungen war auch die Bezeichnung Landesanstalt-Gerät gebräuchlich. In Abgrenzung zur Probenahme mit einem Bulk- oder Wet-only-Sammler wird bei der Bergerhoff-Methode nur der Trockenrückstand ermittelt.

## Aufbau und Verfahren
Bergerhoff-Sammler bestehen im Wesentlichen aus einem senkrecht aufgeständerten Sammelbehälter aus Glas oder Kunststoff; die aus dem Jahr 1972 stammende Richtlinie VDI 2119 Blatt 2 sah als Messgefäß ein Haushalts-Konservenglas nach DIN 5071 vor.  Die Größe des Sammelbehälters richtet sich dabei nach der Niederschlagsmenge, die im Probenahmezeitraum zu erwarten ist. Bei Bedarf kann der Sammelbehälter mit einem Vogelschutz  versehen sein. Ein Gerät zur Erzeugung einer erzwungenen Strömung ist nicht Bestandteil des Sammlers.
Bei der Aufstellung ist darauf zu achten, dass eine freie Anströmung des Sammelbehälters gewährleistet ist. Dazu sollten Bäume sowie Gebäude weit genug entfernt sein und sich die Öffnung des Sammelbehälters in einer Höhe von einem bis zwei Metern über Grund befinden. Potentielle Verunreinigungen des Sammelbehälters mit Vogelkot oder Laub sind zu vermeiden.
Während der Probenahme sammelt sich fester und flüssiger Niederschlag im Sammelbehälter. Nach einer Probenahmedauer von ungefähr dreißig Tagen wird das mit dem Staub gesammelte Wasser verdampft und der verbleibende Rückstand gravimetrisch ermittelt. Zur Verhinderung von Algenwachstum kann dem Sammelgefäß ein Stück Kupferdraht zugegeben werden.
Mit Bezug auf die Öffnungsfläche des Sammelgefäßes wird der Staubniederschlag in g/(m2·d) oder mg/(m2·d) angegeben (d: Tag). Die relative Nachweisgrenze lag ursprünglich bei 0,035 g/(m2·d), wird aber mittlerweile mit 4 mg/(m2·d) angegeben.

## Einsatzgebiete
Als Vertikalsammler werden Bergerhoff-Sammler dazu eingesetzt, Sedimentationsstaub zu sammeln. Ihre Bauart gestattet es, den sedimentierten Staub zu analysieren. So können Bergerhoff-Sammler dafür verwendet werden, Arsen, Cadmium, Blei und Nickel im Sedimentationsstaub zu ermitteln. Auch die Gehalte an Polychlorierten Dibenzodioxinen und Dibenzofuranen können ermittelt werden.
In der Technischen Anleitung zur Reinhaltung der Luft aus dem Jahr 1964 war die Messung des Staubniederschlags mit der Bergerhoff-Methode vorgeschrieben.
Die Bergerhoff-Methode wurde auch im Jahr 2010 im Umfeld des Dortmunder Hafens eingesetzt, um den Verursacher stark erhöhter PCB-Belastungen zu ermitteln.